# ليغو (مدينة)
ليغو (بالصومالية: Leego أو Lego) هي مدينة صومالية تقع في منطقة باي، تقع على بعد 100 كيلومتر شمال غرب العاصمة مقديشو وحوالي 44 كم إلى الشمال من ونلاوين وعلى بعد 54 كم إلى الشرق بورهكبا.